# Хелън Уилс Мууди
Хелън Нюингтън Уилс Мууди (на английски: Helen Newington Wills Moody Roark) е тенисистка от САЩ.
Считана е за една от най-добрите състезателки в историята на женския тенис. Заедно със Сюзан Ланглан доминира през 1920-те и 1930-те години.
Поради интровертния си характер, безизразното лице в критични ситуации и факта, че на корта рядко показва емоции и успява да игнорира опонента си, Хелън Уилс си спечелва прозвището „Little Miss Poker Face“.
В кариерата си печели 31 титли от големия шлем, от които на сингъл осем от Уимбълдън, седем на Откритото първенство на САЩ и четири от Откритото първенство на Франция. На летните олимпийски игри през 1924 г. в Париж е шампионка на сингъл и на двойки (с Хейзъл Уайтман). По брой спечелени титли от големия шлем на сингъл (19) е на 3-то място във вечната ранглиста след Маргарет Смит Корт (24) и Щефи Граф (22).
Част е от отбора на САЩ за Уайтман Къп през 1923, 1924, 1925, 1927, 1928, 1929, 1930, 1931, 1932, и 1938 г.
През 1959 г. е включена в Международната тенис зала на славата.

## Биография
Хелън Нюингтън Уилс е родена в Центервил, Калифорния, понастоящем част от Фримонт в семейството на хирург. Израства във висшето общество и завършва образованието си в университета Бъркли, Калифорния. Тя никога не взима уроци по тенис, изучава на играта, като наблюдава играчите в тенис клуба в Бъркли. През декември 1929 г. на върха на славата си се омъжва за Фредерик Мууди. Печели приблизително половината от титлите си като Хелън Уилс и половината като Хелън Уилс Мууди. Развежда се през 1937 и две години по-късно се омъжва за Ейдън Роарк.
След приключване на състезателната си кариера пише няколко книги, между които наръчник по тенис Tennis (1928), автобиография Fifteen-Thirty: The Story of a Tennis Player (1937) и мистерията Death Serves an Ace (1939, с Робърт Мърфи).
Почива на 92-годишна възраст от естествена смърт в Кармел бай дъ Сий, Калифорния.

## Любопитни факти
Попитали веднъж Чарли Чаплин коя е най-красивата гледка, която някога е виждал. Той отговорил, че това е „the movement of Helen Wills playing tennis“ (Хелън Уилс играеща тенис).

## Успехи

### Титли на сингъл в турнири от Големия шлем (19)
| Година | Турнир                        | Съперник               | Резултат            |
| 1923   | Открито първенство на САЩ     | Мола Малъри            | 6 – 2, 6 – 1        |
| 1924   | Открито първенство на САЩ (2) | Мола Малъри            | 6 – 1, 6 – 3        |
| 1925   | Открито първенство на САЩ (3) | Катлийн Маккейн Годфри | 3 – 6, 6 – 0, 6 – 2 |
| 1927   | Уимбълдън                     | Лили де Алварес        | 6 – 2, 6 – 4        |
| 1927   | Открито първенство на САЩ (4) | Бети Нътхол            | 6 – 1, 6 – 4        |
| 1928   | Ролан Гарос                   | Ейлин Бенет            | 6 – 1, 6 – 2        |
| 1928   | Уимбълдън (2)                 | Лили де Алварес        | 6 – 2, 6 – 3        |
| 1928   | Открито първенство на САЩ (5) | Хелън Джейкъбс         | 6 – 2, 6 – 1        |
| 1929   | Ролан Гарос (2)               | Симон Матьо            | 6 – 3, 6 – 4        |
| 1929   | Уимбълдън (3)                 | Хелън Джейкъбс         | 6 – 1, 6 – 2        |
| 1929   | Открито първенство на САЩ (6) | Фийби Холкрофт Уотсън  | 6 – 4, 6 – 2        |
| 1930   | Ролан Гарос (3)               | Хелън Джейкъбс         | 6 – 2, 6 – 1        |
| 1930   | Уимбълдън (4)                 | Елизабет Райън         | 6 – 2, 6 – 2        |
| 1931   | Открито първенство на САЩ (7) | Ейлин Бенет            | 6 – 4, 6 – 1        |
| 1932   | Ролан Гарос (4)               | Симон Матьо            | 7 – 5, 6 – 1        |
| 1932   | Уимбълдън (5)                 | Хелън Джейкъбс         | 6 – 3, 6 – 1        |
| 1933   | Уимбълдън (6)                 | Дороти Раунд           | 6 – 4, 6 – 8, 6 – 3 |
| 1935   | Уимбълдън (7)                 | Хелън Джейкъбс         | 6 – 3, 3 – 6, 7 – 5 |
| 1938   | Уимбълдън (8)                 | Хелън Джейкъбс         | 6 – 4, 6 – 0        |

### Загубени финали на сингъл в турнири от Големия шлем (3)
| Година | Турнир                        | Съперник               | Резултат                 |
| 1922   | Открито първенство на САЩ     | Мола Малъри            | 6 – 3, 6 – 1             |
| 1924   | Уимбълдън                     | Катлийн Маккейн Годфри | 4 – 6, 6 – 4, 6 – 4      |
| 1933   | Открито първенство на САЩ (2) | Хелън Джейкъбс         | 8 – 6, 3 – 6, 3 – 0 отк. |